# Raffaele Paparella
Pour les articles homonymes, voir Paparella.
Rafaelle Paparella (1915-2001) est un auteur de bande dessinée italien.

## Biographie
Dessinateur réaliste, il a travaillé pour divers studios et produits de nombreux histoires de genre. Il est notamment connu comme étant l'un des premiers illustrateurs du western Pecos Bill. À partir des années 1960, il travaille principalement pour le marché français, en particulier les éditions Lug.